# ノエル (小惑星)
ノエル(1563 Noël)は、フローラ族の岩石質の小惑星であり、小惑星帯内側領域を公転している。直径は、約8kmである。1943年3月7日にベルギーの天文学者シルヴァン・アランがイクルにあるベルギー王立天文台で発見し、発見者の息子の名前に因んで名付けられた。

## 軌道と分類
ノエルは、岩石質の小惑星で最も大きい分類の1つであるフローラ族に属する。太陽から2.0-2.4天文単位の軌道を3年3か月（1,185日）かけて公転する。軌道離心率は0.09、黄道に対する軌道傾斜角は6°である。ノエルは、1930年にクリミアのシメイズ天文台で1930 EFとして観測されており、観測弧は公式の発見より13年延びることになった。

## 物理的性質
S型小惑星で、SMASS分類体系ではSa型への遷移期のサブタイプとして特徴付けられる。

### 自転周期
チェコの天文学者ペトル・プラヴェツがオンドジェヨフ天文台で測光観測を行い、2008年4月から2015年6月の間に5つの光度曲線が得られた。全ての光度曲線で、3.548時間から3.550時間の周期0.15-0.18等級変化するという結果が得られた。
2008年4月には、Julian Oeyがオーストラリアのキングスグローブ天文台で測光観測を行い、3.550±0.002時間で0.14等級変化するというペトルの観測と一致する結果を得た。

## 直径とアルベド
アメリカ航空宇宙局の広視野赤外線探査機では、ノエルの直径は7.2km、表面アルベドは0.37と測定された。一方、Collaborative Asteroid Lightcurve Link(CALL)は、フローラのアルベドを元にしてノエルのアルベドを0.24と推定し、より大きな9.0kmという直径を導出している。

## 名前
この小惑星は、発見者の息子のエマニュエル・アランの名前に因んで命名された。